# Felice Natalino
Felice Natalino (24 de març del 1992) és un futbolista italià que juga de defensa pel club de la Serie B del Verona, cedit per l'Internazionale. Natalino ha format part de l'equip nacional italià sub-19.

## Estadístiques
A 3 de desembre del 2010
| Club             | Temporada         | Lliga      | Lliga | Copa       | Copa | Europa     | Europa | Total      | Total |
| Club             | Temporada         | Aparicions | Gols  | Aparicions | Gols | Aparicions | Gols   | Aparicions | Gols  |
| ---------------- | ----------------- | ---------- | ----- | ---------- | ---- | ---------- | ------ | ---------- | ----- |
| Internazionale   | Serie A - 2010-11 | 2          | 0     | 0          | 0    | 1          | 0      | 3          | 0     |
| Total de carrera | Total de carrera  | 2          | 0     | 0          | 0    | 1          | 0      | 3          | 0     |